# Selattyn
Selattyn är en by i civil parish Selattyn and Gobowen, i distriktet Shropshire, i grevskapet Shropshire, i England. Byn är belägen 5 km från Oswestry. Selattyn var en civil parish fram till 1967 när blev den en del av Selattyn and Gobowen och Whittington. Civil parish hade 1 830 invånare år 1961.